# Rastaman-dita
«Rastaman-dita» es una canción del grupo de rock mexicano Molotov, incluido en el disco Apocalypshit. Fue lanzado como su tercer y último sencillo a mediados de 2000, la canción también aparece en el álbum en vivo Desde Rusia con amor, lanzado a mediados del 2012. Es una de las canciones más populares y controvertidas de la agrupación por el contenido explícito y el doble sentido.

## Descripción
La canción habla en doble sentido sobre las situaciones de estar un "table dance" y algunas experiencias de este tipo, otros de contenido sexual y provocativo, la canción sólo estuvo tres semanas en las estaciones de radio y aún en su versión censurada fue vetado de las listas de éxitos de ese momento.
El vídeo tuvo críticas y consecuencias peores, aunque el video tuvo gran popularidad en el "MTV Latino" y en otros canales como "MuchMusic" y "Telehit", su versión sin censura solo podía verse en horarios para adultos y hubo problemas en la transmisión y comercialización del sencillo, estos problemas y controversias se habían olvidado antes cuando la banda lanzó su sencillo "El Mundo" a finales de 1999, aunque el vídeo y la canción hayan sido vetados.

## Video musical
El video musical es dirigido por el experimentado Fernando Eimbcke, quien ya había dirigido algunos videos de Genitallica y Jumbo , con coros de  Rodrigo Saavedra en la parte final.En este aparecen algunos desnudos y topless de modelos, la banda tocando en un escenario adornado con senos y también aparecen escenas de la grabación del video desde otros ángulos de la cámara.

## Lista de canciones del sencillo
Primera Versión del sencillo
1. «Rastaman-dita» (Versión Álbum) –3:48
2. «Rastaman-dita» (Radio Edit) –3:48

Single europeo (Alemania 2000)
1. «Rastaman-dita» (Versión Álbum) –3:48
2. «Puto» (Mijangos Hard Mix) Remix de Andres Mijangos –7:00
3. «Puto» (M&M Electrónica Dub) Remix de Carlos Gutiérrez y Marco Figueroa –8:04
4. «Gimme Tha Power» (MTV Live Performance) –4:45
5. «Rastaman-Dita» (Video) (Director: Fernando Eimbcke)

## Posicionamiento
| Listas (2000)                     | Posición |
| --------------------------------- | -------- |
| Billboard Éxitos de rock mexicano | 15       |

- Datos: Q16624372